# Herb Cox
Pour les articles homonymes, voir Cox.
Herb Cox est un homme politique provincial canadien de la Saskatchewan. Il représente la circonscription de The Battlefords à titre de député du Parti saskatchewanais de 2011, à 2020.
En mai 2015, il remplace Scott Moe en tant que ministre de l'Environnement jusqu'à ce que ce dernier reprenne son poste en août 2016. En octobre 2017, il remplace Kevin Doherty du ministre de l'Éducation post-secondaire (Advanced Education) jusqu'en février 2018 alors que le nouveau premier ministre Scott Moe, choisi Tina Beaudry-Mellor pour ce ministère et l'évince du cabinet.

## Biographie
Né à Brandon au Manitoba, il révèle en 2012 avoir été est diagnostiqué d'un cancer des os deux jours après sa victoire électorale
. 